# Лаутербруннен
Лаутербруннен (нім. Lauterbrunnen) — громада  в Швейцарії в кантоні Берн, адміністративний округ Інтерлакен-Обергаслі.
Громада розташована у долині Лаутербруннен (Бернське високогір'я) та складається з селищ Лаутербруннен, Венген, Мюррен, Гіммелвальд, Штехельберг, Ізенфлу. Кількість населення селища Лаутербруннен менше ніж у Венгені, але більша, ніж у інших селищах громади.

## Топонім
Лаутербруннен був вперше згаданий 1240 року як «in claro fonte», назва місцини романською мовою, що означало «чисте джерело». У 1253 році вона вже була відома німецькомовним людям як Liuterbrunnon, а що до 1268 року вже почало мати альтернативне написання Luterbrunnen. І хоча значення brunnen — точно «джерело/струмок» або «фонтан», щодо першої частини назви lauter існують суперечки: одні вважають, що це «чисте, прозоре або яскраве» (що відповідає початковому романському найменуванню), а інші вважають, що це означає «багато» або «голосніші». Місцеве пояснення назви Лаутербруннен — «багато струмків», яке використовує сучасне значення німецького слова lauter, однак це може бути прикладом народної етимології.

## Історія

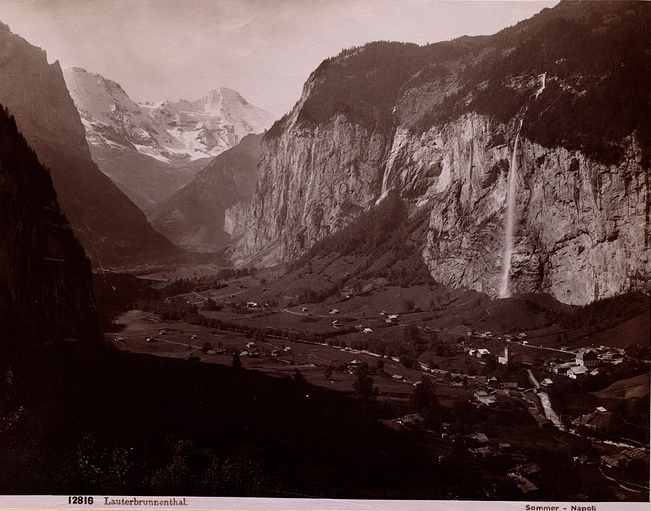
Долина Лаутербруннен наприкінці 19-го або початку 20-го ст.

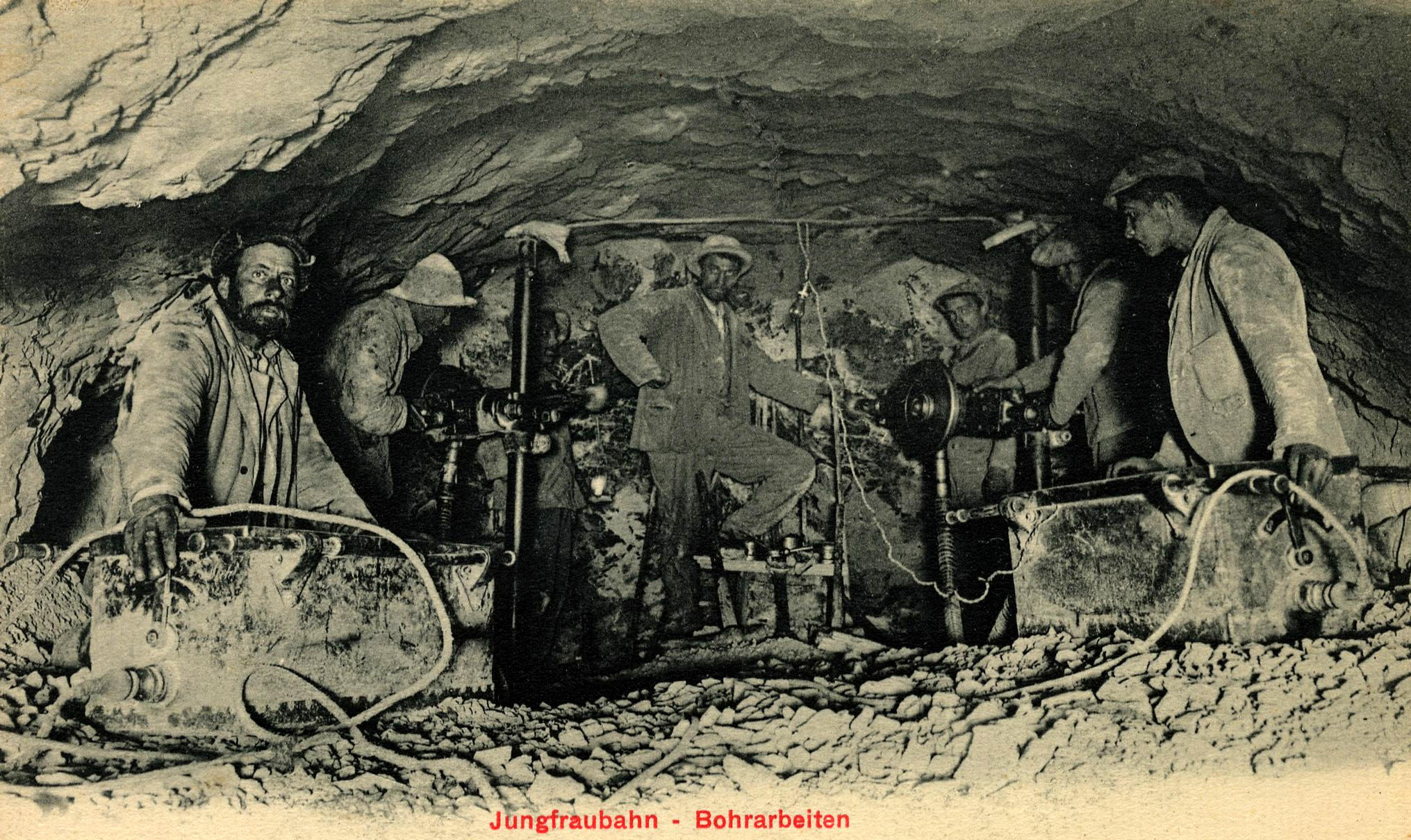
Шахтарі на прокладенні залізниці Юнгфрау бл. 1900 р.

Найстаріше свідчення поселення на довколишній території — єдина давньоримська монета, знайдена в Блюменталі. На час першої письмової згадки в 13-му сторіччі, землі долини належали фрайгерру Веденсвіля — у 1240 році фрайгерр Веденсвілля продав долину Зефінен Інтерлакенському абатству. Протягом сторіччя, абатство та інші місцеві володарі почали поширювати свою владу на Лаутербруннен та сусідні долини. Однак, бл. 1300 року володар Турна почав заселяти своїх валліських підданих у сусідню долину Льотчен та у високогір'я долини Лаутербруннен і до 1346 року валліські селища Лаутербруннен, Гіммелвальд, Мюррен, Сіхельлауенен та Траксельлауненен мали власні органи самоуправління та певний ступінь незалежності від абатства. Через три роки більша частина поселень Бернського високогір'я невдало повстала проти абатства, і ці валліські селища зазнали основного удару помсти абатства.
У 15-му ст. селища долини були частиною великої парафії Гштейга-бай-Інтерлакен (зараз частина Гштейгвілера). У 1487-88 роках мешканці селища Лаутербруннен побудували філіальну церкву парафії, а 1506 року парафія призначила постійного священика у церкву. 1528 року місто Берн прийняло протестантизм і почало насаджувати його у Бернському високогір'ї. Селище Лаутербруннен приєдналось до абатства та інших селищ у марній спробі протистояти новій вірі — після того як Берн переміг у встановленні нової віри на Бернське високогір'я, абатство було секуляризовано, а всі його землі анексовані. Селище Лаутербруннен стало центром нової протестантської парафії.
З кінця 16-го сторіччя на початку долини довкола Траксельлаунена почали будувати рудники з видобутку заліза та срібла. Плавильня була побудована у Цвайлучінен 1715 року для виплавки заліза з видобутої руди. Однак більшість прибутків йшли шляхетним власникам, а населення бідувало і у 18 столітті багато вступили до війська або емігрували до США.
Наприкінці 18-го сторіччя почала зростати популярність гірського туризму та підкорення гір, і іноземні альпіністи почали використовували громаду Лаутербруннен як відправну точки для вершин навколишніх Альп. Спочатку вони використовували сільську плебанію. Однак по мірі поширення відомості Лаутербруннену та з побудовою дороги з Інтерлакену 1834 року та залізниці Berner-Oberland-Bahn 1890 року почали будуватися готелі для туристів та інша туристична інфраструктура. Так були побудовані канатні дороги до Мюррену 1891 року та до Венгену 1893 року. Але найбільшим інфраструктурним проектом стала залізниця Юнгфрау, завершена 1912 року, зубчаста колія якої довжиною 9 км йде від Кляйне Шайдегг до найвищої залізничної станції у Європі у сідловині Юнгфрауйох майже повністю у тунелі крізь гори Айгер та Мьонх. У тунелі також розташовано дві станції, де пасажири можуть вийти та подивитися на гори та льодовики крізь вікна у стіні гори.
1909 року англійські брати Волтер та Арнольд Лунни популяризували серед іноземців катання на лижах, керлінг та бобслей у громаді Лаутербруннен, і ці змові види спорту привели до долини нових «зимових» туристів, перетворивши місцеву туристичну галузь з літньої у цілорічну. Однак туристична галузь долини невдовзі зазнала значного падіння через Першу світову війну, Велику депресію та Другу світову війну і почала відновлюватись лише після завершення останньої. З того часу у громаді побудовано багато нових готелів, пансіонів, шале, гірськолижних підйомників та фунікулерів та вертодром.
З 1 січня 1973 року громада Ізенфлу приєдналася до громади Лаутербруннен.

## Географія
Селище Лаутербруннен лежить на дні долини з такою ж назвою, яка має форму латинської літери «U» та витягнута з півночі (вхід до долини) на південь-південний захід (початок), де долина зустрічається з восьми-кілометровою стіною Лаутербруннен. Льодовикова долина Лаутербруннен (нім. Lauterbrunnental) є однією з найглибших в Альпах при порівняні з горами, які прямо її оточують. Це справжня ущелина, рідко більше одного кілометра у ширину, розташована між дуже різкими вапняковими обривами, часто майже вертикальними. Саме завдяки цій формі долини виникли численні водоспади, яким вона завдячує своєю назвою. Струмки, які стікають з оточуючих гір, досягаючи обривів, формують каскади водоспадів настільки високі, що у багатьох потік розбивається на водяний пил не досягаючи дна долини. Найбільш відомими з водоспадів є Штауббахські водоспади, розташовані менше ніж в одному кілометрі від селища Лаутербруннен. Висота їх безперервного каскаду сягає 250–275 метрів, що є одним з найвищих у Європі..
По долині тече річка Вайсе (Біла) Лючіне, яка раз на рік виходить з берегів. Витік річки — високо у горах, з рахунок танення снігів, тому вода дуже чиста, але містить багато розчиненого вапняку, через що має білуватий колір. Трюммельбахські водоспади розташовані у 3 км від селища Лаутербруннен.
Територія громади Лаутербруннен простягається досить далеко за межі села та долини, маючи площу 164,56 км². Вона сягає вершин Айгеру, Мьонху та Юнгфрау на схід, Глетчерхорну, Міттагхорну, Гроссхорну, Брайтхорну та Чінгелхорну на південь та Гшпалтенхорну і Шільтхорну на захід. Перевалом Кляйне Шайдегг можна дістатися Грінделвальду на схід, а перевалом Зефіненфургге — до Грісальпу та громади Райхенбах в Кандерталі на захід; через обидва перевали проходять хайкінгові маршрути, що входять до швейцарської частини Віа Альпіна, багатокілометрового хайкінгового маршруту Швейцарськими Альпами між Заргансом та Монтре
.
Крім села Лаутербруннен, до громади також входять села Венген, Мюррен, Гіммелвальд, Штехельберг та Ізенфлу. З загальної території громади, 36,79 км² або 22,4% використовується з сільськогосподарською метою (переважно альпійські високогірні пасовиська), 28,84 км² або 17,5% покрито лісами. Будинки та дороги займають 2,31 км² або 1,4%, 1,08 км² або 0,7% припадає на річки і струмки та 95,39 км² або 58,0% є непродуктивною землею (переважно гори та каміння — 31,3% та льодовики — 16,3%)
Громада розташована на відстані близько 55 км на південний схід від Берна.
Лаутербруннен має площу 164,5 км², з яких на 1,4% дозволяється будівництво (житлове та будівництво доріг), 22,3% використовуються в сільськогосподарських цілях, 17,6% зайнято лісами, 58,7% не є продуктивними (річки, льодовики або гори).

## Демографія
2019 року в громаді мешкало 2279 осіб (-10,9% порівняно з 2010 роком), іноземців було 27,4%. Густота населення становила 14 осіб/км².
За віковим діапазоном населення розподілялося таким чином: 14,6% — особи молодші 20 років, 61,2% — особи у віці 20—64 років, 24,2% — особи у віці 65 років та старші. Було 1192 помешкань (у середньому 1,9 особи в помешканні).
Із загальної кількості 2205 працюючих 119 було зайнятих в первинному секторі, 204 — в обробній промисловості, 1882 — в галузі послуг.
Історична зміна населення наведена у таблиці:

## Об'єкти культурної спадщини національного значення
Канатна дорога між Штехельбергом та Шілтхорном та срібний рудник Траксельлаунен (нім. Trachsellauenen), який працював у Середньовіччі та ранньому Новому часі, включені до переліку швейцарської національної спадщини, так само як і присілок Гіммелвальд та регіон Кляйне Шайдегг.

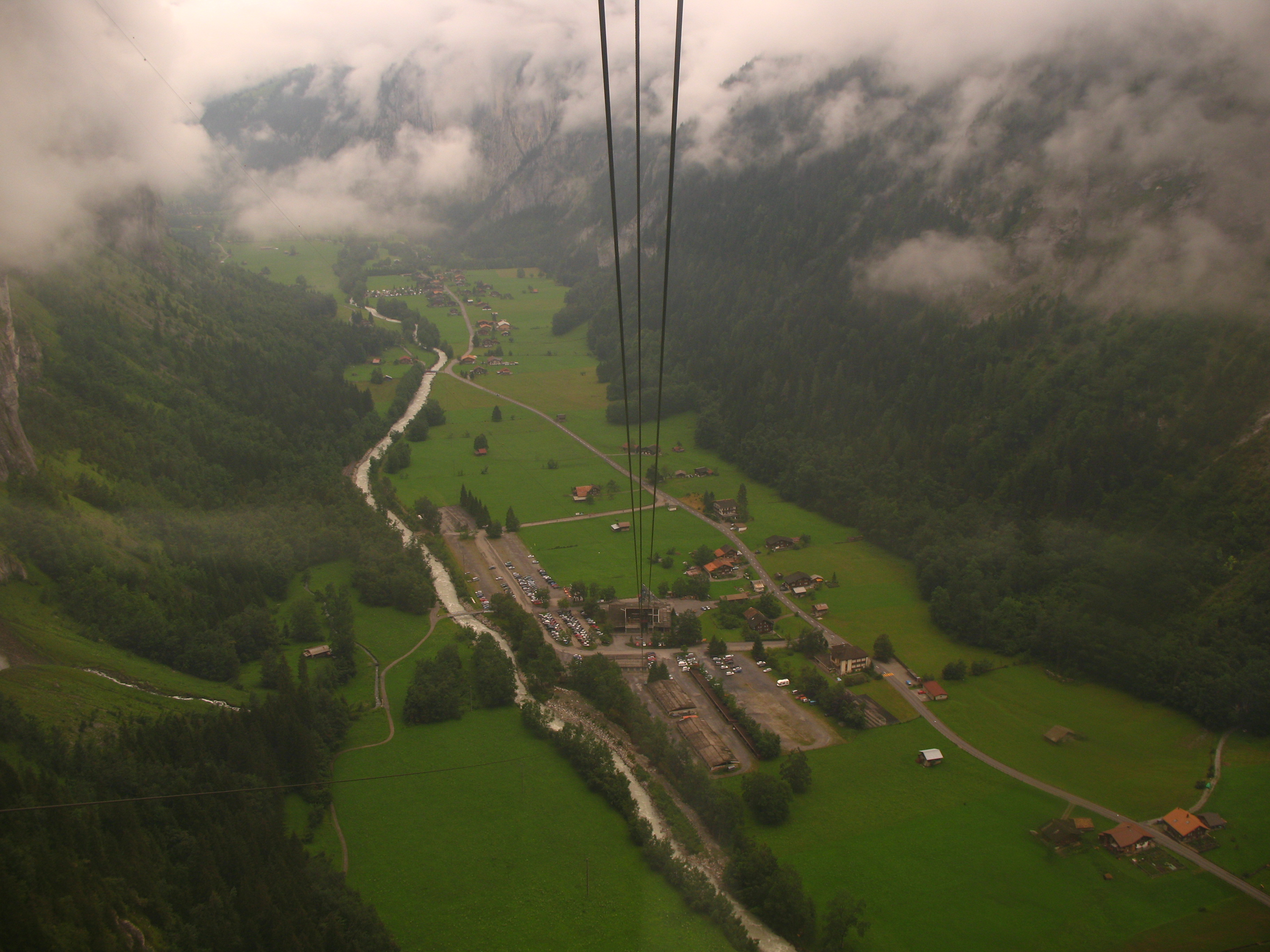
Канатна дорога між Штехельбергом та Шілтхорном
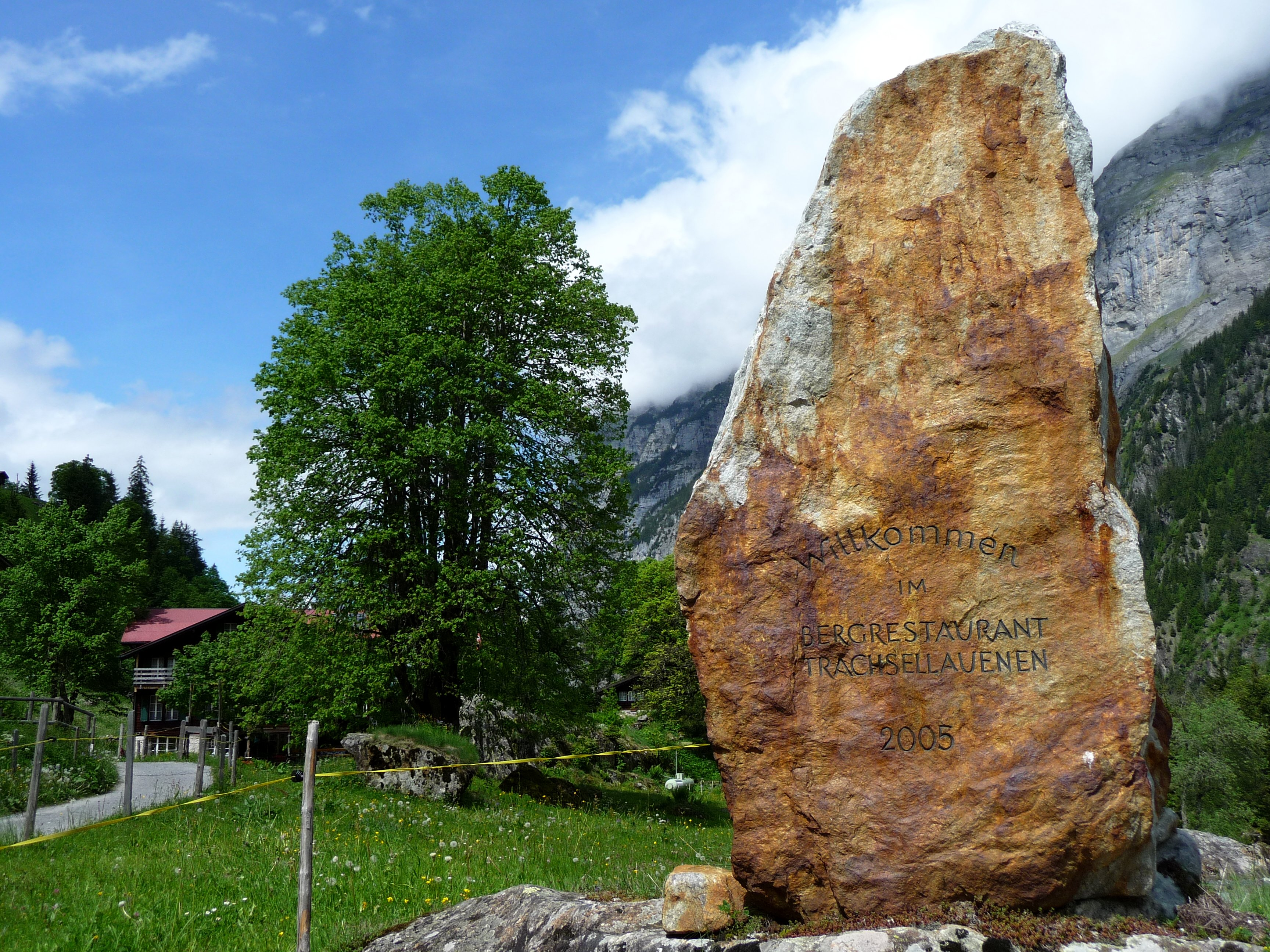
Срібний рудник Траксельлаунен

## Клімат
Між 1981 та 2010 роками в Лаутербруннені спостерігалось в середньому 136,5 днів опадів (дощу або снігу) на рік та в середньому 1 207 мм опадів. Найбільш вологим місяцем є липень, коли громада Лаутербруннен отримувала в середньому 144 мм дощу або снігу, і опади відбувались в середньому 13,8 днів. Найбільша кількість днів з опадами — у червні (14,1 день), однак їх середня кількість менша — 133 мм снігу або дощу. Найбільш сухим місяцем є жовтень — лише 78 мм опадів протягом 9,5 днів.

## Транспорт

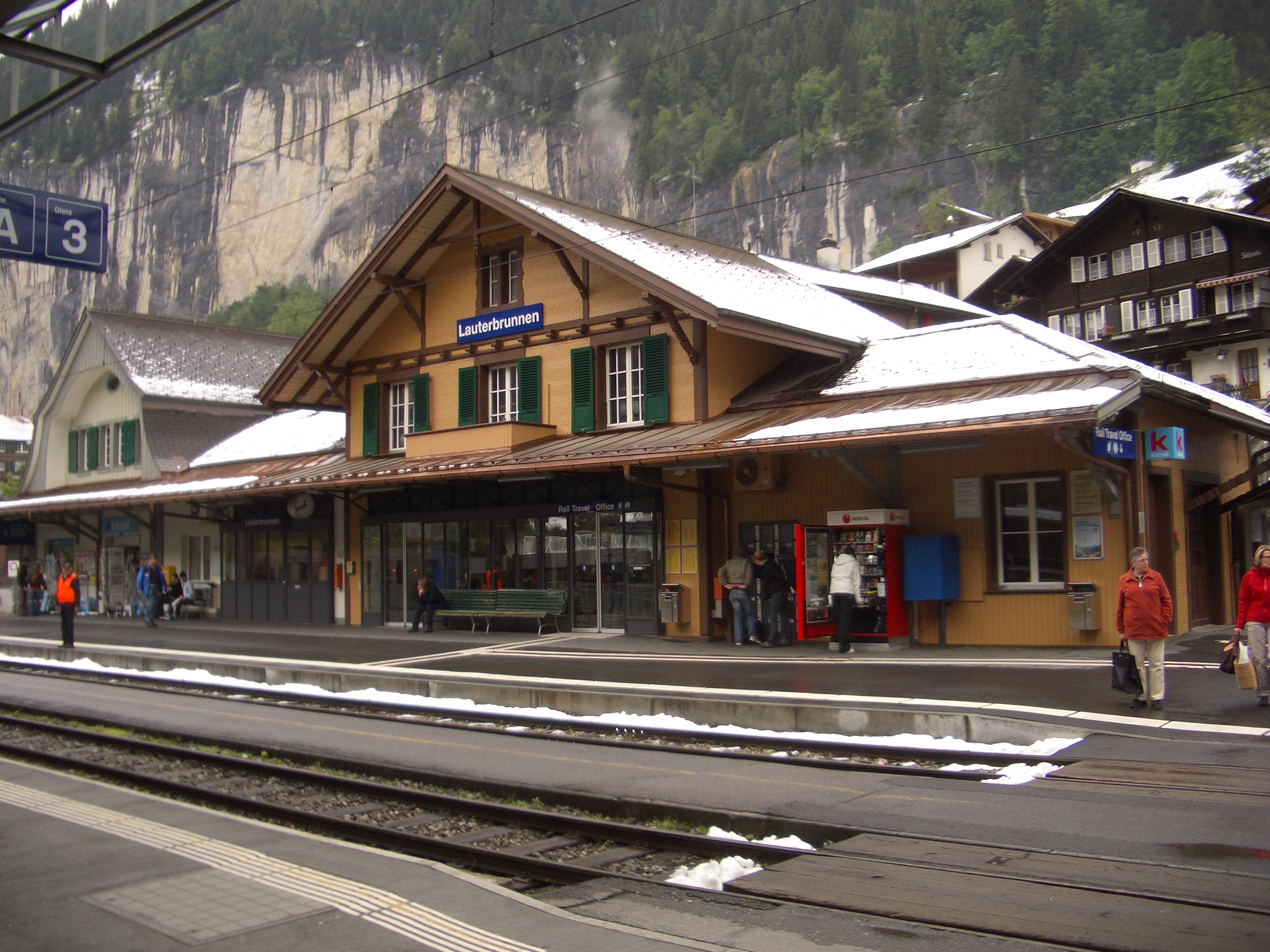
Залізнична станція Лаутербруннен

Залізнична станція Лаутербруннен, у центрі селища Лаутербруннен, обслуговується потягами залізниці Berner-Oberland-Bahn (BOB) з Інтерлакену та Wengernalpbahn (WAB) до Венгена, Кляйне Шайдегг та Грінделвальду; у Кляйне Шайдегг є пересадка на потяги залізниці Юнгфрау (JB), які піднімаються через Айгер до Юнгфрауйоха. До станції Лаутербруннен також примикає нижня станція Bergbahn Lauterbrunnen-Mürren (LSMS), що складається з канатної дороги та синхронізованого з нею трамвайного маршруту, яким можна дістатися до Мюррена.
У громаді Лаутербруннен, крім залізничної станції Лаутербруннен є ще 10 інших: Зандвайд на BOB; Венгвальд, Венген, Альменд, Венгеральпта Кляйне Шайдегг на WAB; станція «Льодовик Айгер» на JB; та Грютчальп, Вінтерегг та Мюррен на LSMS..
Автобусні маршрути швейцарського Postauto пов'язують селище Лаутербруннен з Штехельбергом та Трюммельбахськими водоспадами, а також з Ізенфлу. Альтернативним маршрутом до Мюррена є автобус до Штехельберга, а звідти канатна дорога до Мюррена-Шільтхорна (LSMS).

## Звертання в культурі
Вірш Гете «Gesang der Geister über den Wassern» (букв.переклад: Пісня духів над водами) був написаний під час його зупинки у парафіяльному будинку поблизу Штауббахських водоспадів у Лаутербруннені.
Джон Рональд Руел Толкін здійснив пішу подорож від Інтерлакену до долини Лаутербруннен під час своєї подорожі континентальною Європою 1911 року. Чудові краєвиди долини пізніше сприяли появі концепції та графічною моделлю для його ескізів та акварелей вигаданої долини Рівенделл, місця проживання Елронда та його народу. Більш того, Толкін дав річці, яка текла через долину Рівенделл, ельфську назву Бруінен, що в перекладі означало «Голосна вода».
Лаутербруннен також з'явилася у декількох сценах фільму про Джеймса Бонда 1969 року «На секретній службі Її Величності», включно з драматичними автомобільними перегонами, у яких Бонда вивозила від поплічників злодія Ернста Ставро Блофельда подружка Бонда Трейсі ді Віченцо. Ресторан «Піц Глоріа», який обетається довкола своєї осі на 360° і розташований на вершині гори Шільтхорн, у фільмі зображував таємне лігво Блофельда, з якого Бонд тікав шляхом гірськолижного спуску по схилу гори до селища Мюррен.